# Площадь Ленина (Курган)

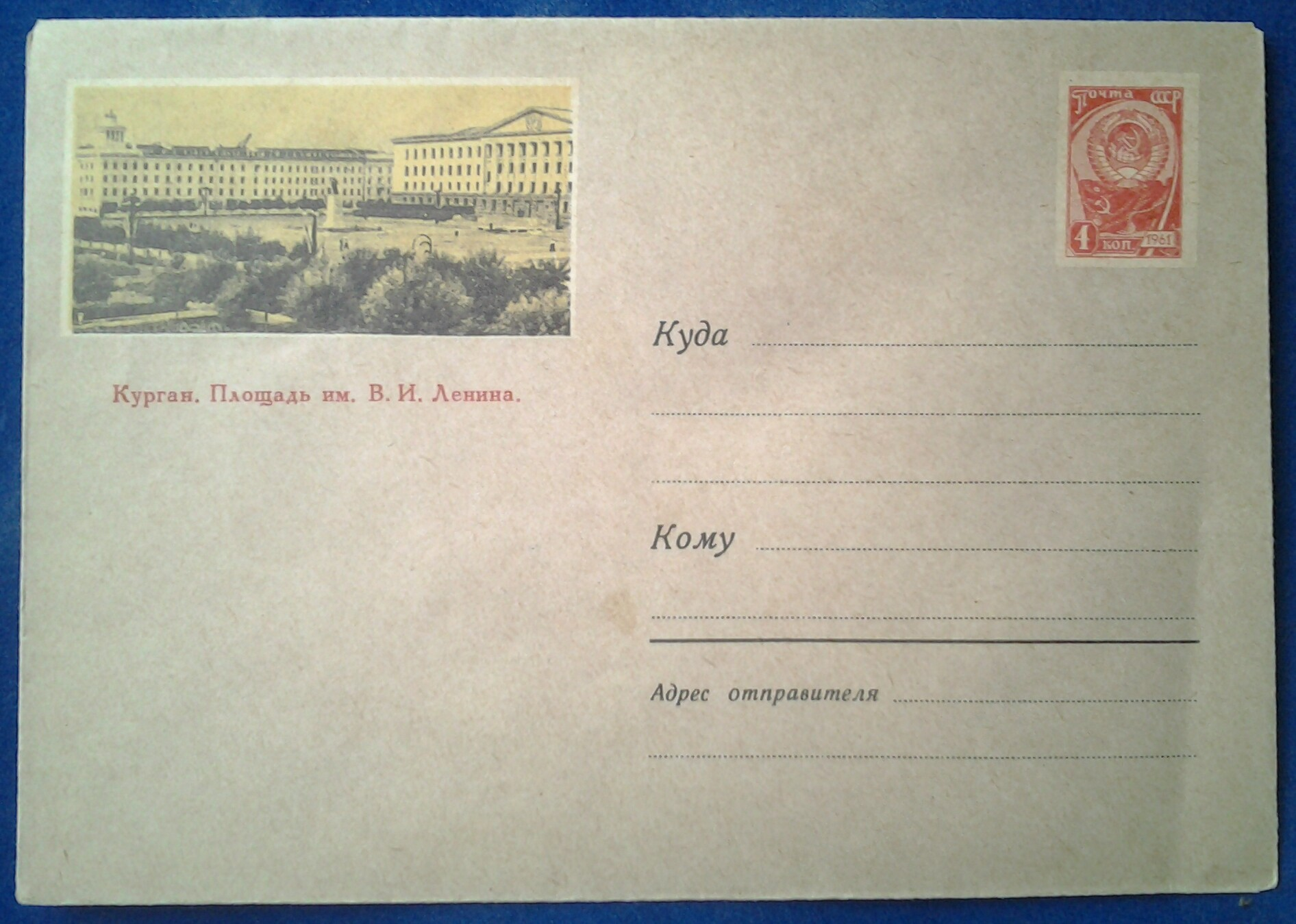
Почтовый конверт СССР

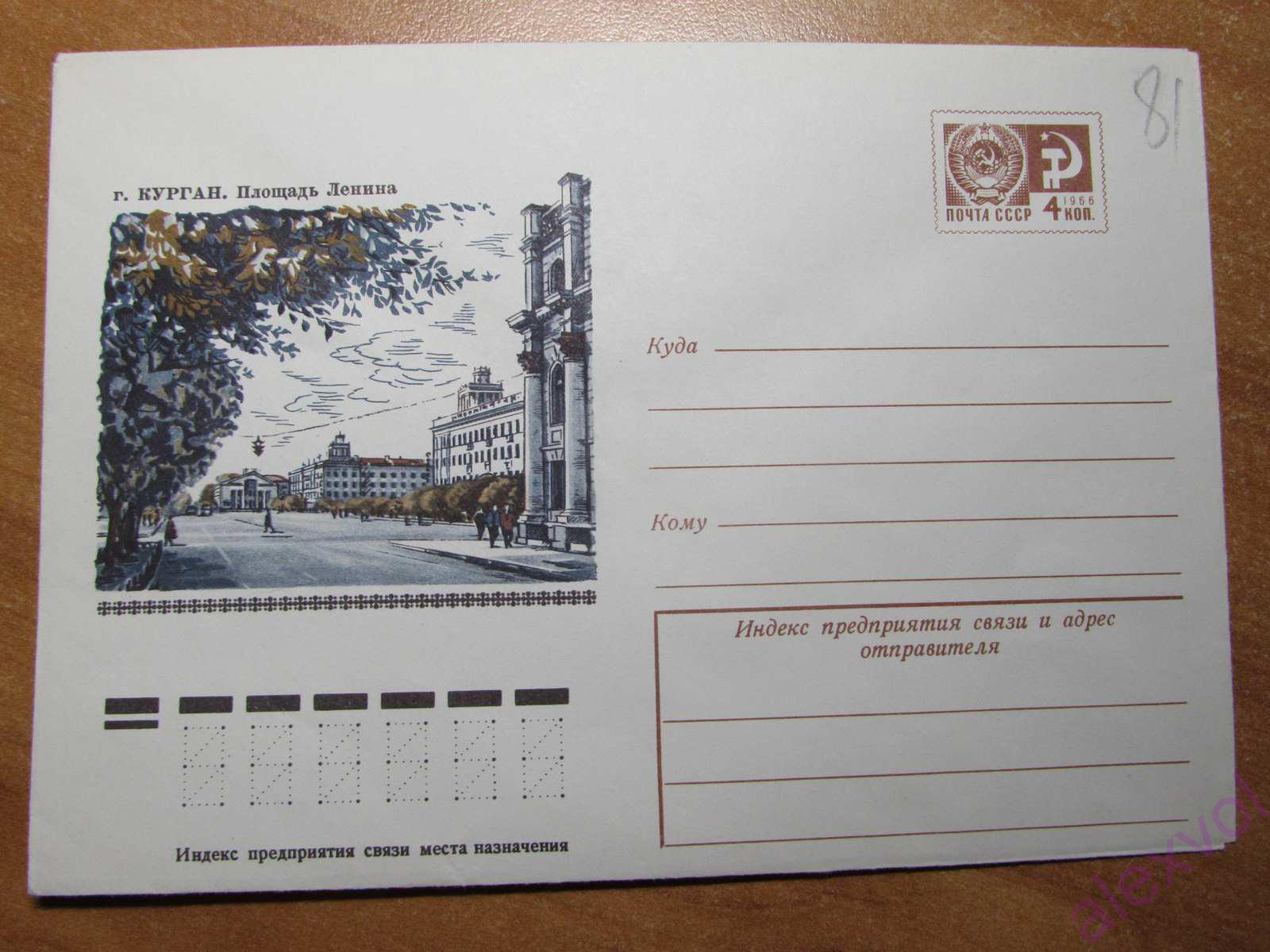
Почтовый конверт СССР

Пло́щадь Ле́нина — центральная площадь города Кургана, Россия.

## Расположение
Площадь расположена на улице Гоголя при пересечении с Комсомольской улицей между улицами Володарского и Ленина.

## История
В XIX веке к востоку от кладбищенской церкви располагалась вторая по значению площадь в городе — Конная. В советское время к северу от снесённого кладбища, на месте которого был разбит Городской сад имени Ленина, решено было образовать новую главную площадь города, получившую имя В. И. Ленина. В 1954 для этого было разобрано 19 домов, а здание духовного училища было передано под областную администрацию. 27 октября 1967 на площади состоялось открытие ныне существующего памятника Ленину. В 2011 поступало предложение переименовать площадь Ленина в Центральную площадь, которое так и не было реализовано.

## Транспорт
По площади, как составной части улицы Гоголя, осуществляют пассажирские перевозки автобусы.

## Интересные факты
В 1962 и в 1977 были выпущены почтовые конверты СССР, с изображением площади.